# Caridade do Piauí
Caridade do Piauí là một đô thị thuộc bang Piauí, Brasil. Đô thị này có diện tích 423,369 km², dân số năm 2007 là 4626 người, mật độ 10,93 người/km².